# Słowackie Siły Zbrojne

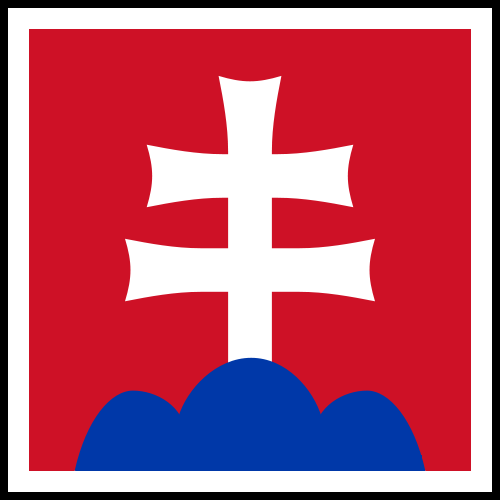
Insygnia

Siły Zbrojne Republiki Słowackiej (słow. Ozbrojené sily Slovenskej republiky) – siły i środki wydzielone przez Słowację do zabezpieczenia jej interesów i prowadzenia walki zbrojnej. Siły Zbrojne powstały po rozpadzie Czechosłowacji w 1993, na bazie sił Armii Czechosłowackiej stacjonującej na obszarze Słowacji.
Wojska słowackie w 2014 roku liczyły 13,5 tys. żołnierzy zawodowych (brak rezerwistów). Według rankingu Global Firepower (2014) słowackie siły zbrojne stanowią 71. siłę militarną na świecie, z rocznym budżetem na cele obronne w wysokości 1 mld dolarów (USD).

## Skład bojowy

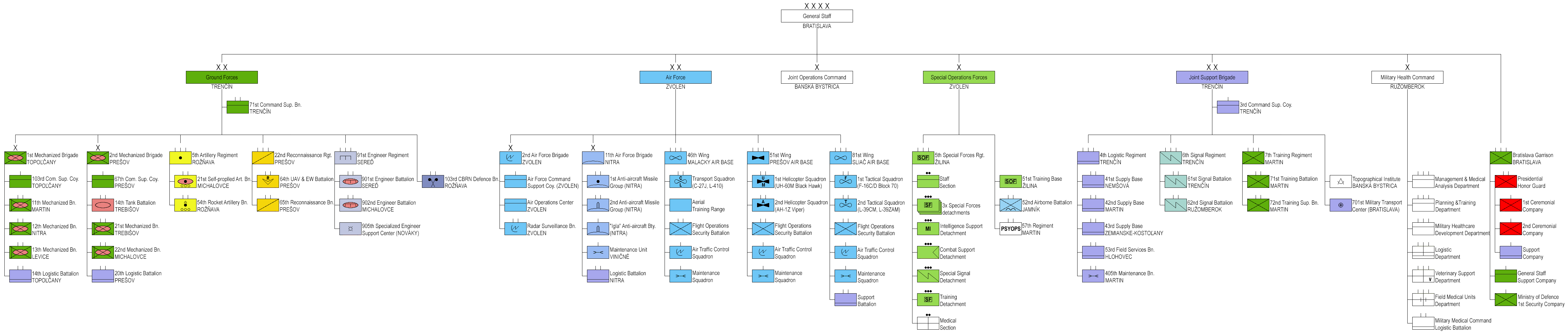
Struktura Słowackich Sił Zbrojnych 2024

W skład Słowackich Sił Zbrojnych wchodzą Słowackie Wojska Lądowe, Słowackie Siły Powietrzne i Siły Wsparcia Logistycznego.
Trzonem wojsk lądowych są dwie zmechanizowane brygady.

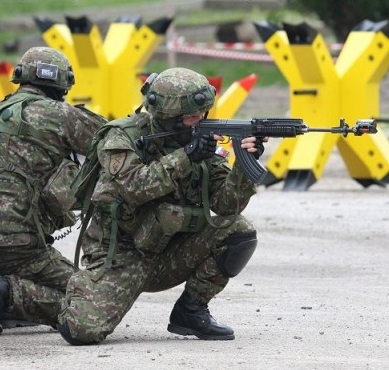
Słowaccy Żołnierze 12 Batalion Zmechanizowany

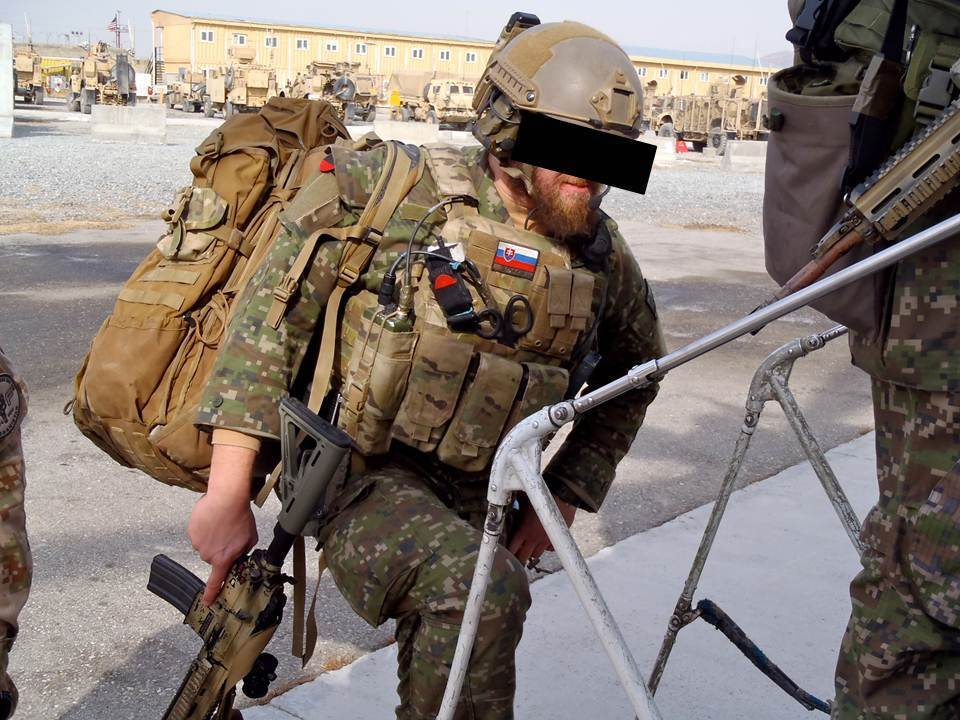
Słowaccy Żołnierze 5. Pułku Specjalnego Przeznaczenia.

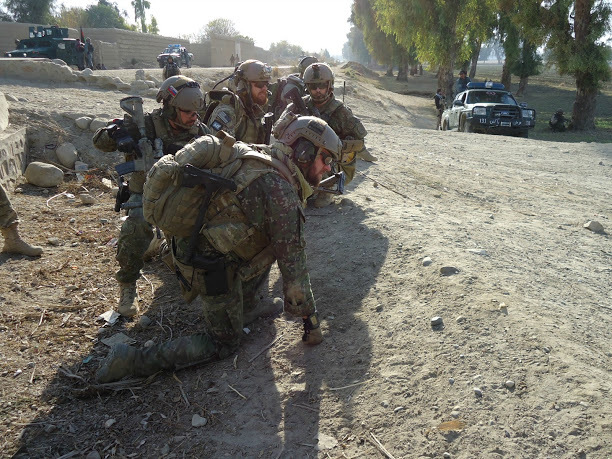
Słowaccy Żołnierze 5. Pułku Specjalnego Przeznaczenia.

## Uzbrojenie i wyposażenie
Broń palna:
- 9 mm pistolet CZ 75 SP-01 Phantom
- 9 mm pistolet ČZ vz. 82
- 7,62 mm karabinek automatyczny vz. 58
- 5,56 mm karabinek automatyczny CZ 805 BREN A1/A2[2]
- 5,56 mm karabinek automatyczny M16
- 5,56 mm karabinek automatyczny Heckler & Koch G36
- 5,56 mm karabinek automatyczny Heckler & Koch HK416
- 7,62 mm karabin automatyczny Heckler & Koch HK417
- 5,56 mm karabinek maszynowy FN Minimi Para
- 7,62 mm pistolet maszynowy  vz. 61 Škorpion
- 9 mm pistolet maszynowy Heckler & Koch MP5
- 12,7 mm wielkokalibrowy karabin wyborowy Barrett M82
- Pistolet maszynowy Heckler & Koch UMP
- 7,62 mm karabin maszynowy vz. 59
- 7,62 mm karabin wyborowy SWD
- 9 mm pistolet Grand Power K100
- 12,7 mm wielkokalibrowy karabin wyborowy Accuracy International Arctic Warfare AW50
- Przeciwpancerny zestaw rakietowy AT-4 Spigot
- 84mm bezodrzutowy granatnik przeciwpancerny Carl Gustaf[3][4]
- 30mm granatnik automatyczny AGS-17
- Granatnik przeciwpancerny RPG-75
- 7,62 mm karabin wyborowy SIG-Sauer SSG 3000

Czołgi:
- T-72
- T72M2 Moderna

Bojowe wozy piechoty i transportery opancerzone:
- BWP-2 – 91
- BPsV – 71
- OT-90 – 14
- Aligator 4x4. kerametal.sk. [zarchiwizowane z tego adresu (2014-03-08)]. – 42
- Tatrapan 6x6 – 70+
- Maxxpro MRAP
- Iveco LMV – 10
- BAE RG-32M – 7

## Siły Powietrzne

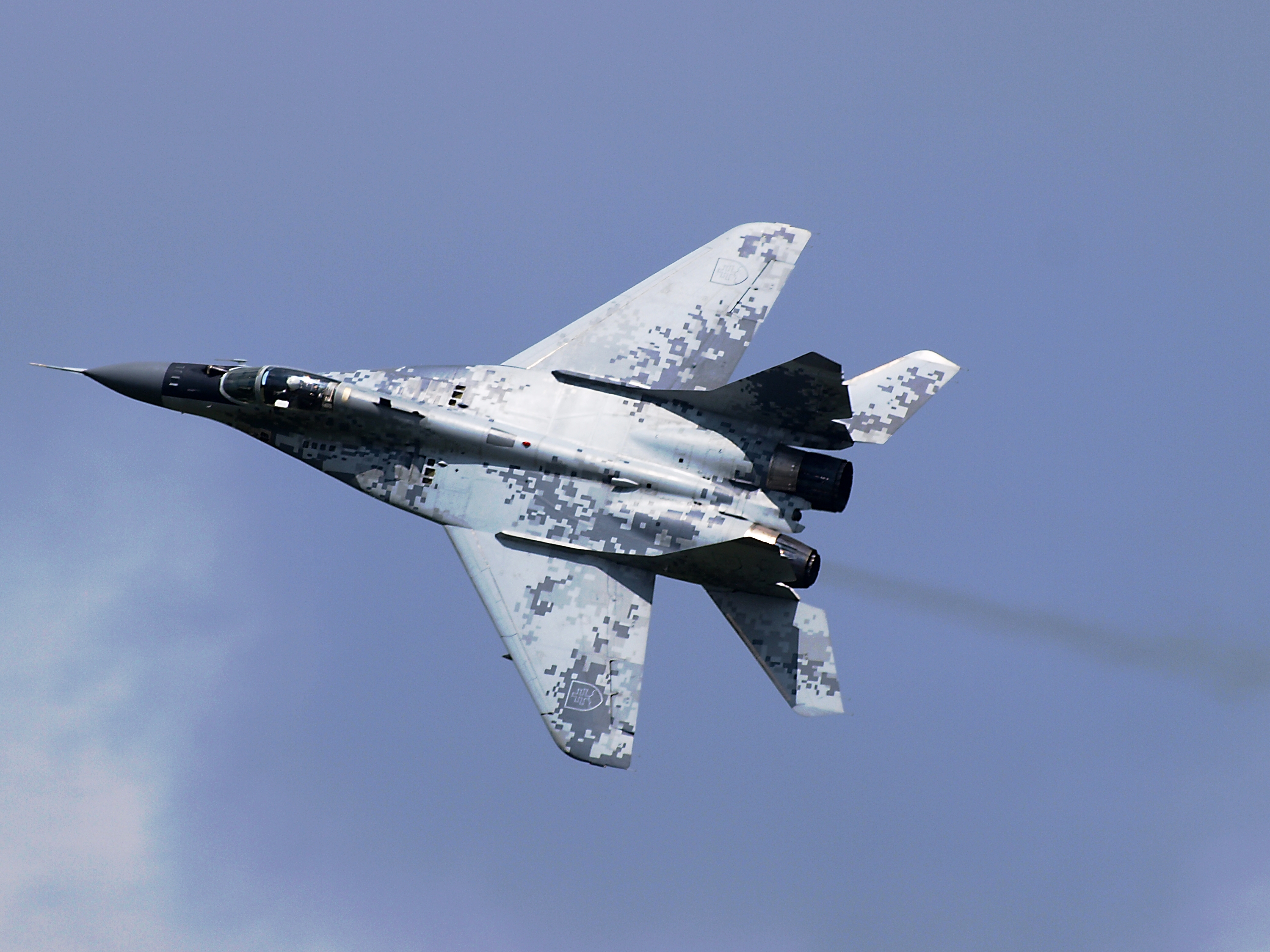
Słowacki MiG-29AS NATO upgrade
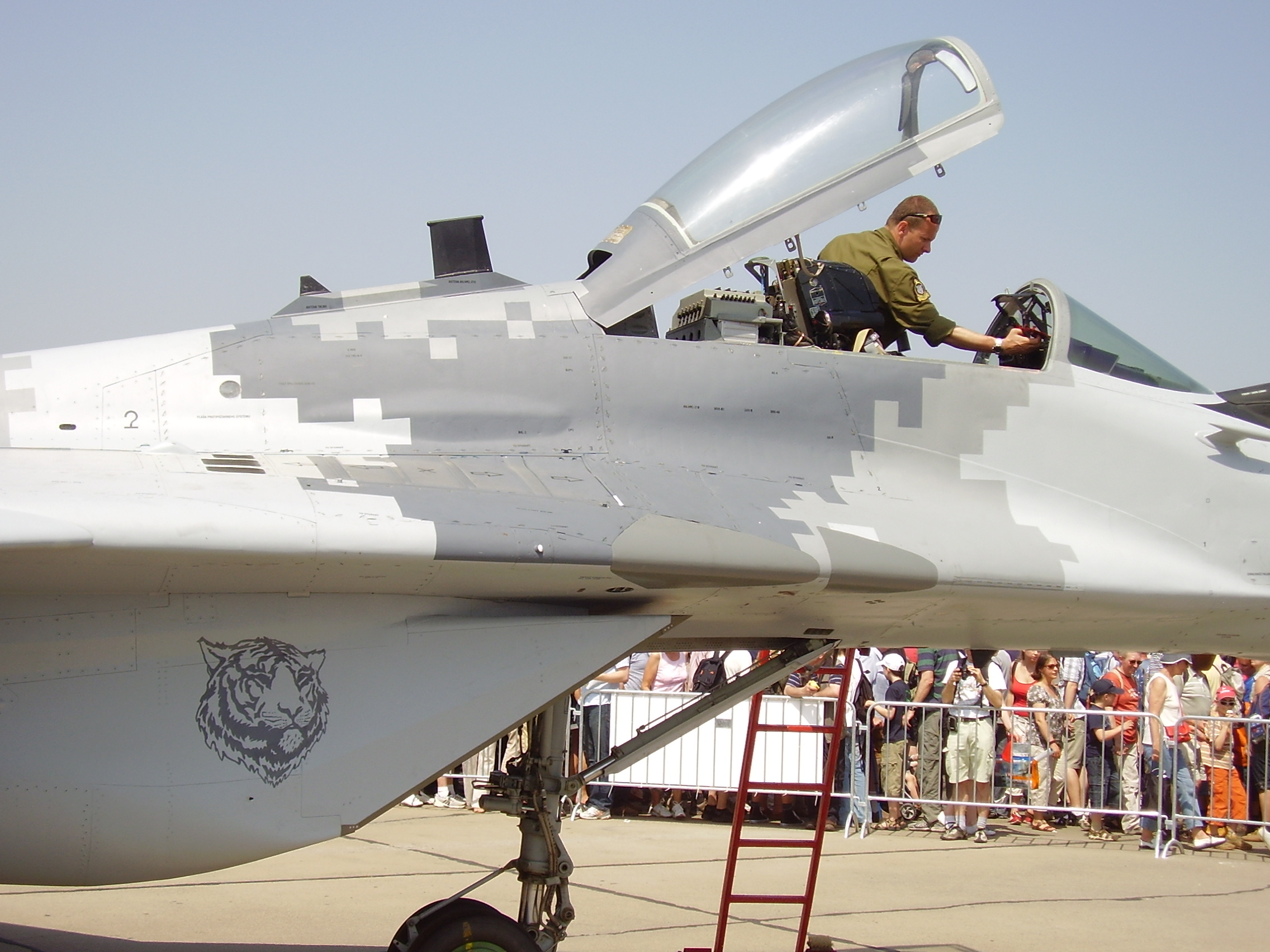
Słowacki MiG-29AS NATO upgrade